# Hardcore techno
Hardcore este un gen al muzicii dance electronic (EDM) derivat din muzica new beat. Subgenurile sale se diferențiază de alte genuri de muzică dance electronic, printr-un tempou mai rapid (160–200 BPM sau mai mult), intensitatea loviturilor de tobe și a basurilor, ritmul și atmosfera temei, folosirea saturării și a experimentării apropiată de industrial music, New Beat este predecesorul direct al hardcore techno și al subgenreselor sale muzicale (acum cunoscute sub numele de muzică rave).

## Caracteristici
Sunetul muzicii Hardcore este dur și în special rapid având drept caracteristică comună folosirea unei tobe TR909 distorsionate în diverse moduri.
Bass-ul (fiind caracteristica principală a genului) , versuri luate din filmele de groază , un ritm rapid sunt caracteristicile principale.

## Istorie
A fost inventat la începutul aniilor ’90, practic fiind inventat de huliganii fotbalului. Grupe rivale au disputat cine putea să facă muzica cea mai dură. Piesele au fost puse în timpul meciului.

## Popularitate
Genul de muzică Hardcore este popular în Olanda, Belgia, Italia și Germania.

## Artiști
| - 3 Steps Ahead - Angerfist - Baby D - Endymion - Gammer - Hixxy | - Korsakoff - Neophyte - Nosferatu - Ophidian - Paul Elstak - Outblast | - Radium - Rotterdam Terror Corps - Tommyknocker - Re-Style - Noize Suppressor - DJ Mad Dog |

### Piese notabile
- DJ Neophyte & Thaplayah ft. MC Alee - The Ultimate Project (2008)
- Angerfist - In A Million Years (2008)
- Endymion - Abduction (2009)
- Tha Playah - Walking Tthe Line (2009)
- Evil Activities - Evil Inside (2010)
- Angerfist & Outblast - The Voice Of Mayhem (2010)
- Neophyte - Live & Loud (Live Mix ft. MC Alee & Miss Twilight) (2010)
- Art of Fighters - Nirvana of Noise (2011)
- Angerfist - Incoming (2011)
- Evil Activities & Endymion Feat. E-Life - Broken (2011)
- The Viper & Neophyte - Coming Home (2011)
- Angerfist & Outblast feat. MC Tha Watcher - Catastrophe (2012)
- Kasparov - Around The World (2012)
- Tha Playah & Promo ft. Snowflake - Open (2012)
- Angerfist - Street Fighter (2013)